# باسا

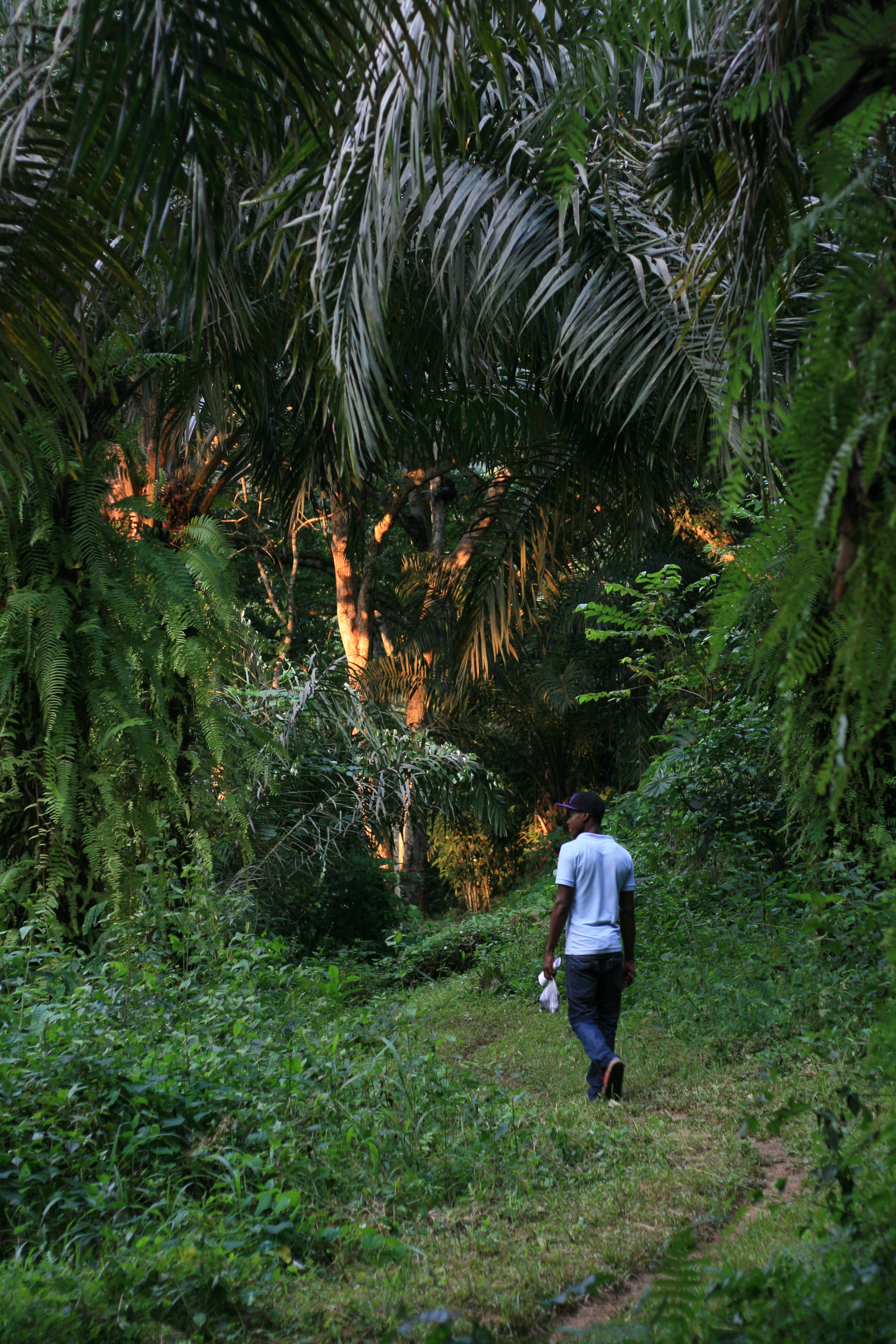

الباسا (أو في بعض الأحيان ينص بزاس أو باساع) هي شعب، مجموعة عرقية من الكاميرون. استوطنوا في المنطقة الواقعة بين مدينتي ياوندي ودوالا، في مقاطعات نيونغ - و - كيلى وساناقا البحرية. وهناك أيضا نجد الباسافي مقاطعات المحيط، نتام نتام.

## تاريخ
ووفقا للأسطورة، شعب الباسا ينحدرون من «مبوق ليها»، أي الكهف، ومن ثم انفصلو إلى فرق. في الوقت الحاضر نجد البابيمبس، النهو لونيق والبيكوك.
ساهم باسا بنشاط في استقلال الكاميرون، بفضل قائدهم "روبن ام بيوبي" المدعو "موبودول أو" تريبيون "، أو" باسومب الجد".
أول كنيسة كاثوليكية بنيت ب مريمبرق، بلدة صغيرة قرب «ايديا» تبعد 60 كيلومترا من دوالا.